# Atovaquone/proguanil

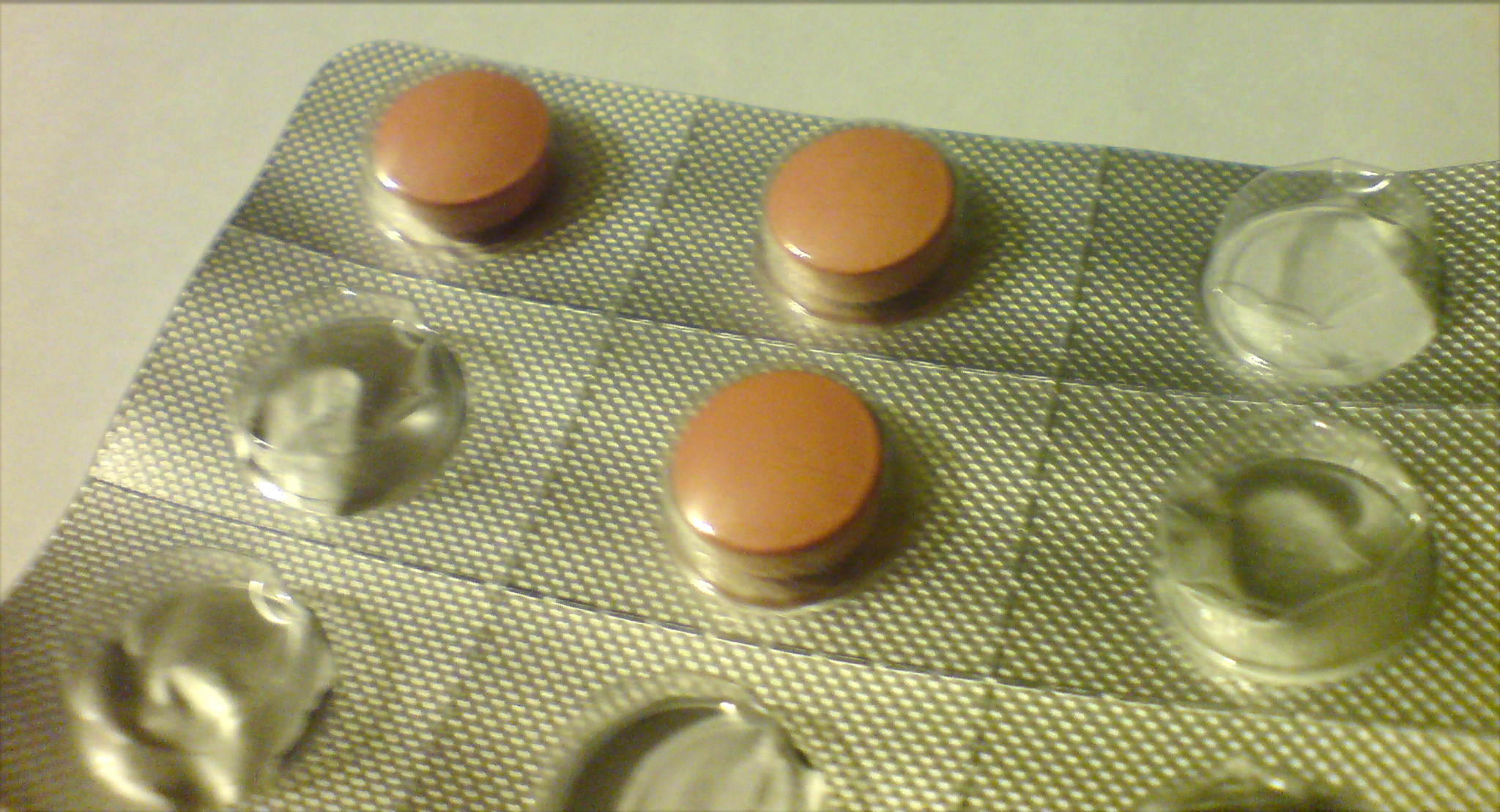
Viên nén chống sốt rét Malarone, được phát hành ở Anh.

Sự kết hợp thuốc atovaquone/proarinil (INN, tên thương mại Malarone, Malanil) là một loại thuốc chống sốt rét được sử dụng trong cả điều trị và phòng chống sốt rét. Atovaquone một mình không được chỉ định để điều trị hoặc phòng ngừa bệnh sốt rét như đơn trị liệu (nghĩa là không có proarchil). Atovaquone/proarinil đã có sẵn trên thị trường từ GlaxoSmithKline từ năm 2000 và bằng sáng chế của nó đã hết hạn vào năm 2013. Malarone có các ứng dụng để điều trị sốt rét kháng chloroquine.
Một viên Malarone tiêu chuẩn chứa 100   mg proarchil hydrochloride và 250   mg atovaquone. Một viên thuốc nhi có chứa 25   mg proarchil hydrochloride và 62,5   mg atovaquone.

## Sử dụng y tế

### Điều trị
Liều điều trị cho người lớn là bốn viên tiêu chuẩn mỗi ngày một lần trong ba ngày. Ở trẻ em, thuốc được quy định theo trọng lượng cơ thể:
- 11 đến 20   kg: 1 viên tiêu chuẩn mỗi ngày một lần trong 3 ngày;
- 21 đến 30   kg: 2 viên tiêu chuẩn mỗi ngày một lần trong 3 ngày;
- 31 đến 40   kg: 3 viên tiêu chuẩn mỗi ngày một lần trong 3 ngày;
- 41   kg trở lên: dùng liều người lớn.

Atovaquone/proarinil không được cấp phép sử dụng cho trẻ em nặng 10   kg hoặc ít hơn. Các viên thuốc nhi không được sử dụng trong điều trị sốt rét, nhưng được sử dụng để điều trị dự phòng.
Atovaquone/proarinil thường không được sử dụng để điều trị sốt rét nặng, khi một loại thuốc tiêm như quinine được sử dụng thay thế.

### Phòng ngừa
Một bệnh nhân nên luôn luôn tìm kiếm lời khuyên y tế trước khi chọn một loại thuốc để phòng chống sốt rét. Vì một số chủng sốt rét kháng với atovaquone/proarinil, nên nó không hiệu quả ở tất cả các nơi trên thế giới. Nó phải được uống cùng với một bữa ăn nhiều chất béo, hoặc ít nhất là một ít sữa, để cơ thể hấp thụ đầy đủ chất béo và để tránh kích ứng dạ dày đau đớn, mà proarchil thường gây ra nếu uống mà không có thức ăn. Ngoài ra, kích ứng dạ dày có thể xảy ra nếu một người nằm xuống trong vòng nửa giờ sau khi dùng thuốc này.
Liều người lớn là một viên thuốc tiêu chuẩn hàng ngày bắt đầu từ một hoặc hai ngày trước khi đi vào vùng sốt rét lưu hành và tiếp tục trong suốt thời gian lưu trú và sau đó thêm bảy ngày sau khi trở về từ khu vực.
Liều trẻ em được quy định theo trọng lượng cơ thể:
- 11 – 20   kg: 1 viên thuốc nhi mỗi ngày một lần;
- 21 – 30   kg: 2 viên nhi mỗi ngày một lần;
- 31 – 40   kg: 3 viên nhi mỗi ngày một lần;
- 41   kg trở lên dùng liều người lớn.

Thời gian điều trị giống như đối với người lớn.

## Kháng thuốc
Proarchil hoạt động như một chất gây nhạy cảm ty lạp thể và phối hợp với atovaquone. Khi atovaquone được sử dụng như một tác nhân duy nhất, tần số đột biến cytochrom b tự nhiên cao dẫn đến tỷ lệ thất bại cao. Điều này có khả năng là do tính ưa ẩm cao và sự hấp thu chậm của atovaquone, dẫn đến thời gian tiếp xúc với ký sinh trùng tương đối kéo dài ở nồng độ không hiệu quả. Các đột biến cụ thể (Y268S, Y268C) đã được chứng minh là có khả năng kháng thuốc trong cơ thể, nhưng các cơ chế kháng thuốc khác vẫn chưa được biết.

## Tác dụng phụ
Malarone đáng chú ý vì có tác dụng phụ ít hơn nhiều so với các loại thuốc sốt rét cũ hơn. Trong khi một số người gặp phải tác dụng phụ, chẳng hạn như ho, tiêu chảy, chóng mặt, nhức đầu, chán ăn, lở miệng, buồn nôn, đau dạ dày, nôn mửa, hoặc yếu, thì đa số không có hoặc ít trong số này.

## Cơ chế hoạt động
Atovaquone ức chế chọn lọc phức hợp cytochrom bc 1 trong sốt rét trong chuỗi vận chuyển điện tử ký sinh, làm sụp đổ tiềm năng màng ty thể. Chuỗi vận chuyển điện tử malarial không đóng góp đáng kể vào quá trình tổng hợp ATP; do đó, người ta tin rằng chết ký sinh trùng là do sự ức chế gián tiếp dihydroorotate dehydrogenase, đòi hỏi chức năng chuỗi vận chuyển và rất cần thiết cho quá trình sinh tổng hợp pyrimidine.
Proarchil, thông qua chất chuyển hóa cycloguanil, có chức năng như một chất ức chế dihydrofolate reductase, tạm dừng quá trình tổng hợp deoxythymidilate ký sinh.

## Lịch sử
Glaxo Wellcome đax cấp bằng sáng chế cho sự kết hợp của atovaquone và proarinil để điều trị bệnh sốt rét năm 1999. Bảo vệ bằng sáng chế đã hết hạn vào năm 2013. Cơ quan Quản lý Thực phẩm và Dược phẩm Hoa Kỳ (FDA) đã phê duyệt một công thức chung từ Glenmark Generics vào năm 2011  Vào tháng 2 năm 2013, Tòa án tối cao Vương quốc Anh đã thu hồi bằng sáng chế của Glaxo với lý do rõ ràng, giúp dọn đường cho các công ty bán các phiên bản chung ở đó.